# Rorbas
Rorbas est une commune suisse du canton de Zurich, située dans le district de Bülach, et traversée par la rivière Töss.

## Galerie

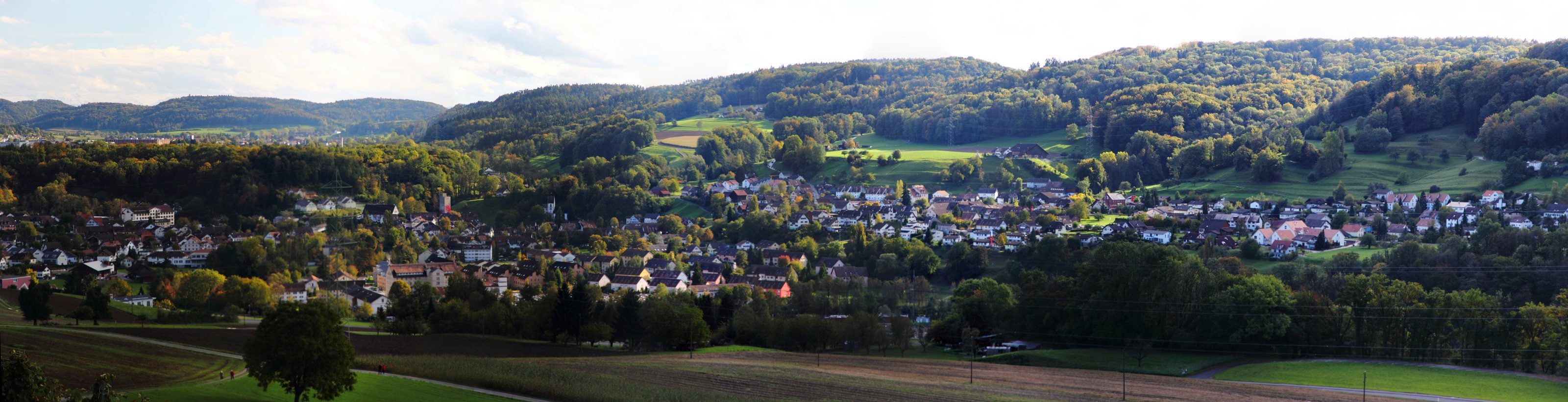
Vue panoramique de Rorbas et de la vallée de la Töss.

## Monuments et curiosités

Photo aérienne (1953).

L'auberge Adler, maison à colombages du XVIe siècle, remaniée en 1810.